# Cibiana di Cadore
Cibiana di Cadore (Žubiana in ladino) è un comune italiano di 333 abitanti della provincia di Belluno in Veneto.
Cibiana di Cadore si raggiunge prendendo dalla SS 51 d'Alemagna, all'altezza di Venas di Cadore, la SS 347 del Passo Duran.

## Società

### Evoluzione demografica
Abitanti censiti

## Economia
Il paese è posto nella piccola e discosta vallata del torrente Rite, e questa amena posizione ha isolato il paese dal resto del Cadore per lungo tempo. In passato le attività principali erano quelle agricolo-pastorale e di cura dei boschi, ma di grandissima importanza erano le miniere di ferro presenti nei monti circostanti. Il ferro veniva utilizzato perlopiù per la produzione di chiavi, attività tutt'oggi presente sul territorio in forma moderna. Gli abitanti oggi lavorano nelle fabbriche dell'Alto Bellunese o hanno impiego in altre attività, perlopiù del settore terziario.

### Turismo
L'impulso turistico è dato al paese, oltre che dalla posizione nel cuore delle Dolomiti e vicina alla celebre Cortina d'Ampezzo, dai murales, affreschi sui muri delle antiche case a sasso e dal Museo nelle Nuvole, una delle sedi del Messner Mountain Museum.

#### I Murales
I Murales, come detto sopra, sono affreschi di grandi dimensioni dipinti sulle pareti delle case di Cibiana, che è stata per questo denominata "Paese dei Murales".
L'insieme di queste opere costituisce un museo all'aperto che annualmente viene arricchito con nuovi soggetti, alla cui realizzazione hanno contribuito artisti italiani e stranieri giunti anche dal Giappone e dall'ex URSS. Rappresentano una stretta simbiosi tra arte, assetto urbanistico ed architettonico.
Questa iniziativa nasce nel 1980 a Cibiana allo scopo di recuperare tradizioni, mestieri e storie del patrimonio culturale del paese per riproporle in chiave di memoria collettiva di pubblico accesso grazie alle arti figurative, valorizzando in questa maniera originale il patrimonio abitativo e allo stesso tempo abbellendo l'abitato come era d'uso nelle città medievali d'Italia.
Non a caso negli affreschi e negli altri dipinti realizzati, una componente fondamentale è quella del recupero e della vivificazione dei mestieri e della storia che hanno contrassegnato il paese e la famiglia abitante quella casa.
Le frazioni di Masariè, Cibiana di Sotto e Pianezze ospitano altrettanti cicli di opere.

#### Messner Mountain Museum Dolomites - "Museo nelle nuvole"
Nel 2002 è stato inaugurato sul Monte Rite (2180 m s.l.m.) il "Museo nelle Nuvole" - allestito in un forte della Grande Guerra - è dedicato all'elemento "roccia" e alla storia dell'esplorazione e dell'alpinismo nelle Dolomiti. Il Museo fa parte del progetto Messner Mountain Museum, curato dal celebre alpinista altoatesino Reinhold Messner.

#### Altri luoghi d'interesse
- Museo Campo Base di Reinhold Messner a Masariè
- Museo del Ferro a Cibiana di Sotto
- Biennale Arte Dolomiti a Masariè
- Chiesa di San Lorenzo Martire

#### Rifugi e malghe
- Rifugio Remauro al Passo Cibiana
- Baita Deona al Passo Cibiana
- Rifugio Dolomites sul Monte Rite

## Amministrazione
| Periodo        | Periodo        | Primo cittadino  | Partito                      | Carica      | Note |
| -------------- | -------------- | ---------------- | ---------------------------- | ----------- | ---- |
| 2006           | 2011           | Guido De Zordo   | lista civica                 | sindaco     |      |
| 2011           | 2013           | Eusebio Zandanel | lista civica                 | sindaco     |      |
| 2013           | 26 maggio 2014 | Andrea Celsi     |                              | comm. pref. |      |
| 26 maggio 2014 | 27 maggio 2019 | Luciana Furlanis | lista civica Cibiana viva    | sindaco     |      |
| 27 maggio 2019 | 10 giugno 2024 | Mattia Gosetti   | lista civica Noi per Cibiana | sindaco     |      |
| 10 giugno 2024 | 3 marzo 2025   | Sandro Gerardi   | lista civica Cibiana due     | sindaco     |      |
| 3 marzo 2025   | in carica      | Antonio Russo    |                              | comm. pref. |      |

### Altre informazioni amministrative
La denominazione del comune fino al 1968 era Cibiana. La circoscrizione territoriale ha subito le seguenti modifiche: nel 1966 aggregazione di territori staccati dal comune di Valle di Cadore (Censimento 1961: pop. res. 121).

## Galleria d'immagini

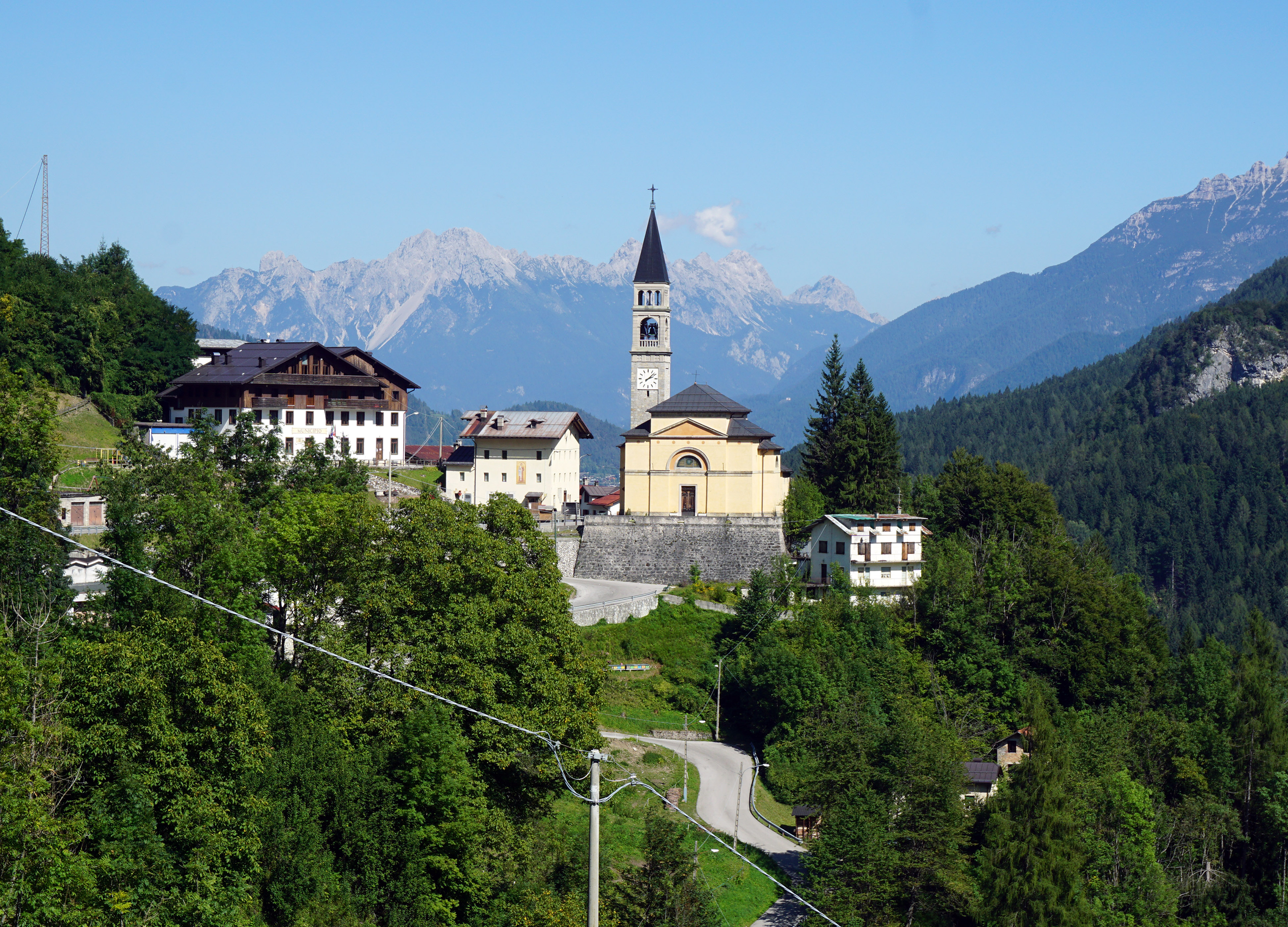
La chiesa e il municipio
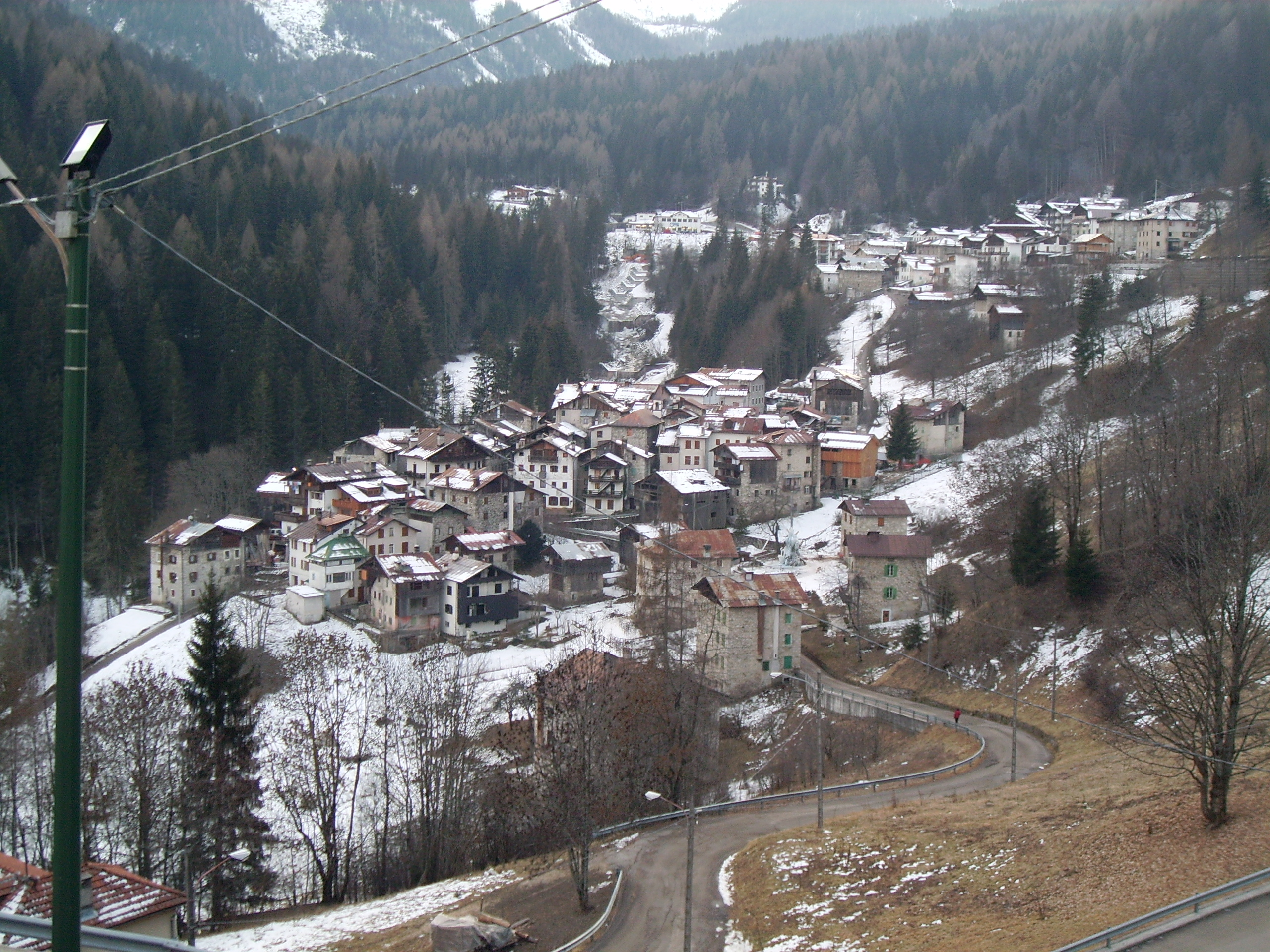
Cibiana di sotto
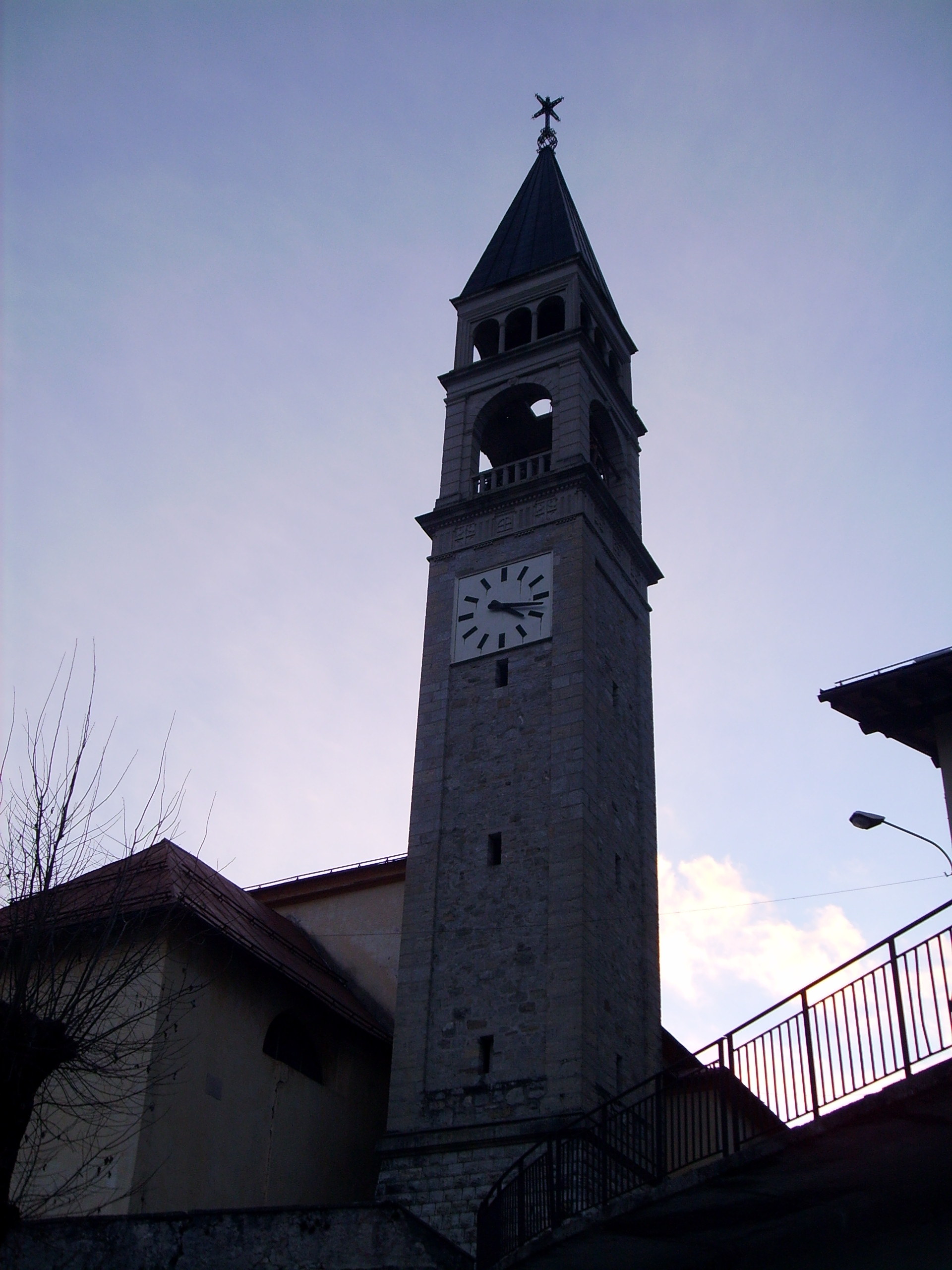
Il campanile di Cibiana
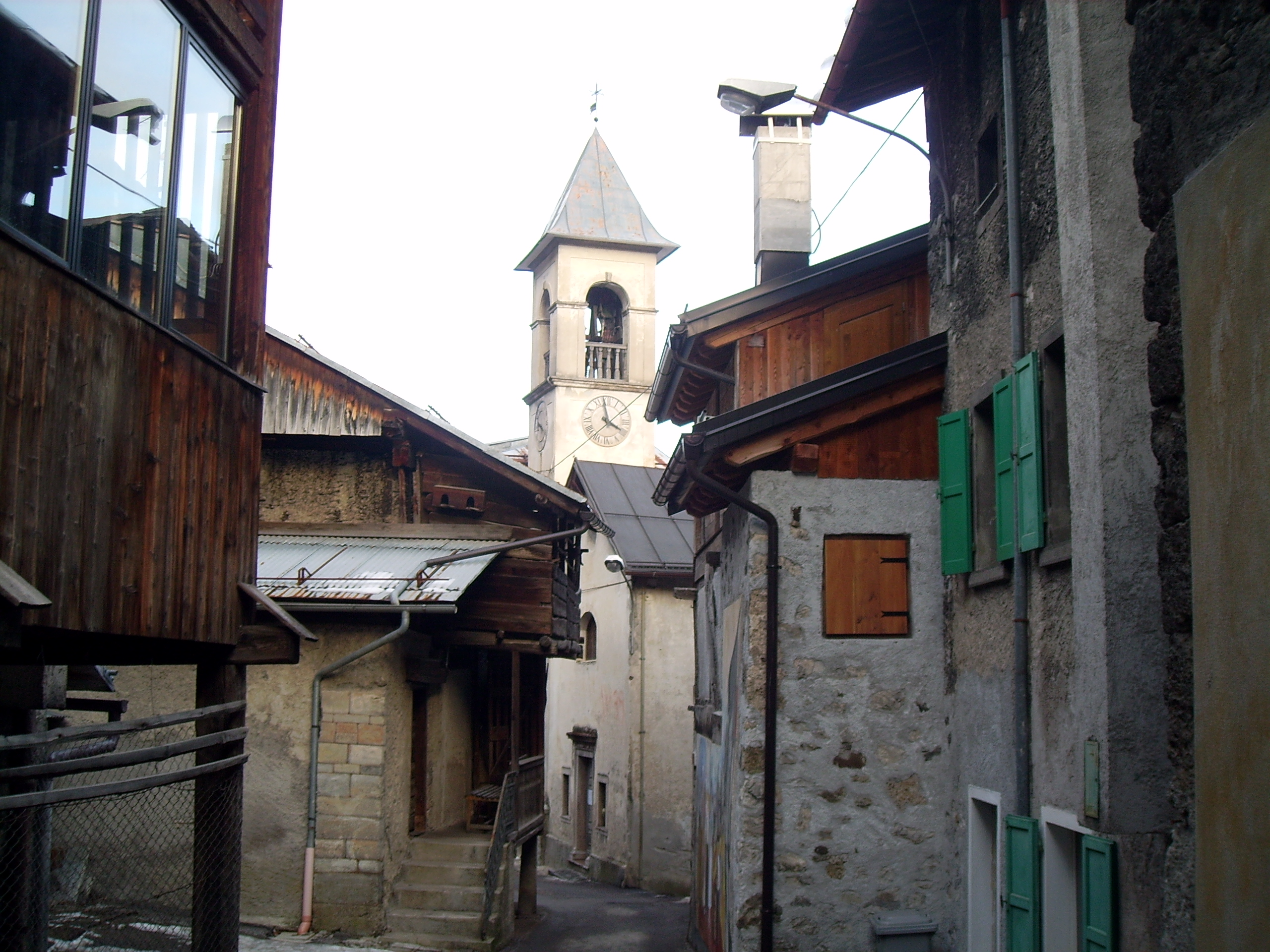
Case a Cibiana
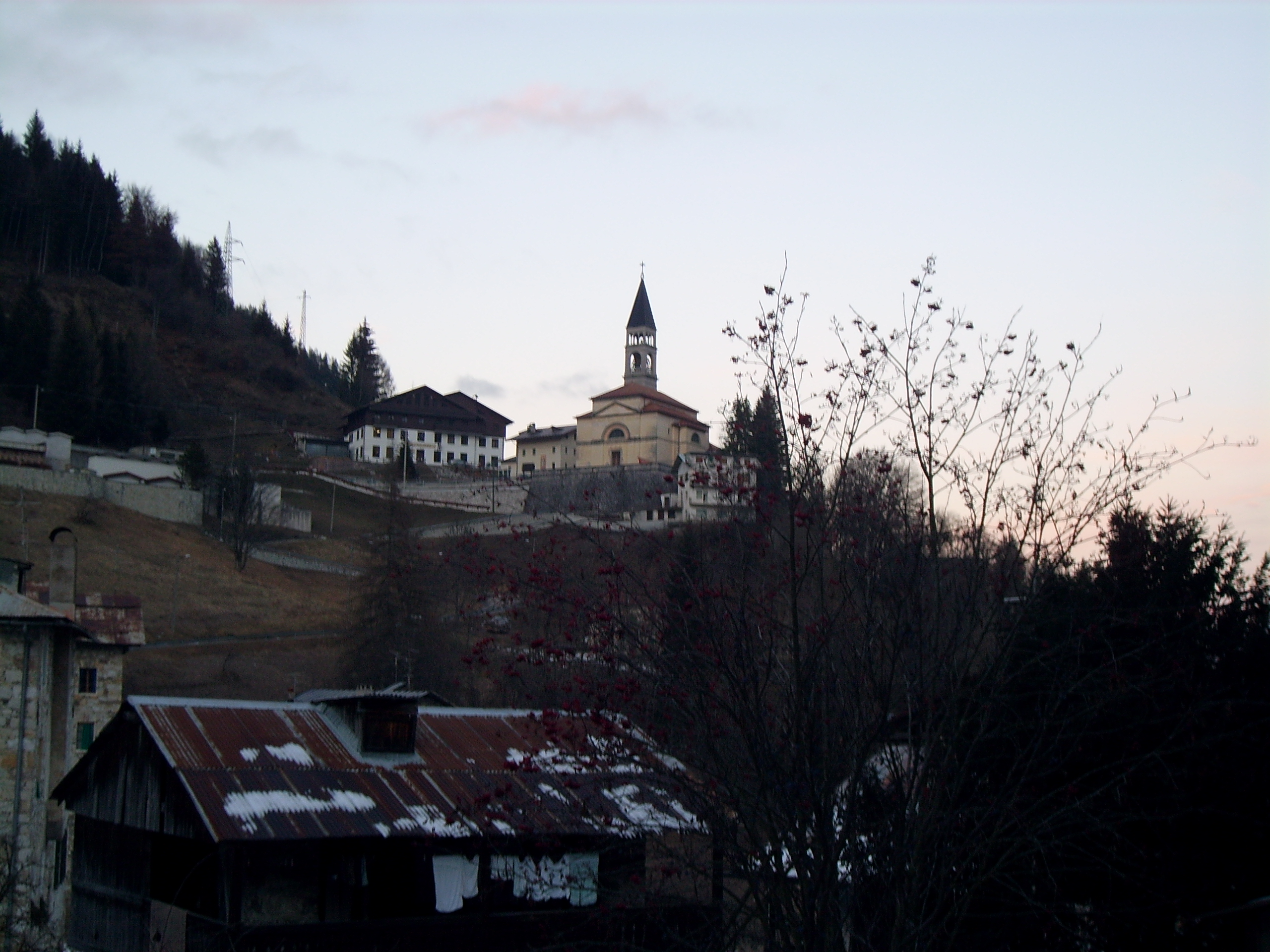
La chiesa di Cibiana
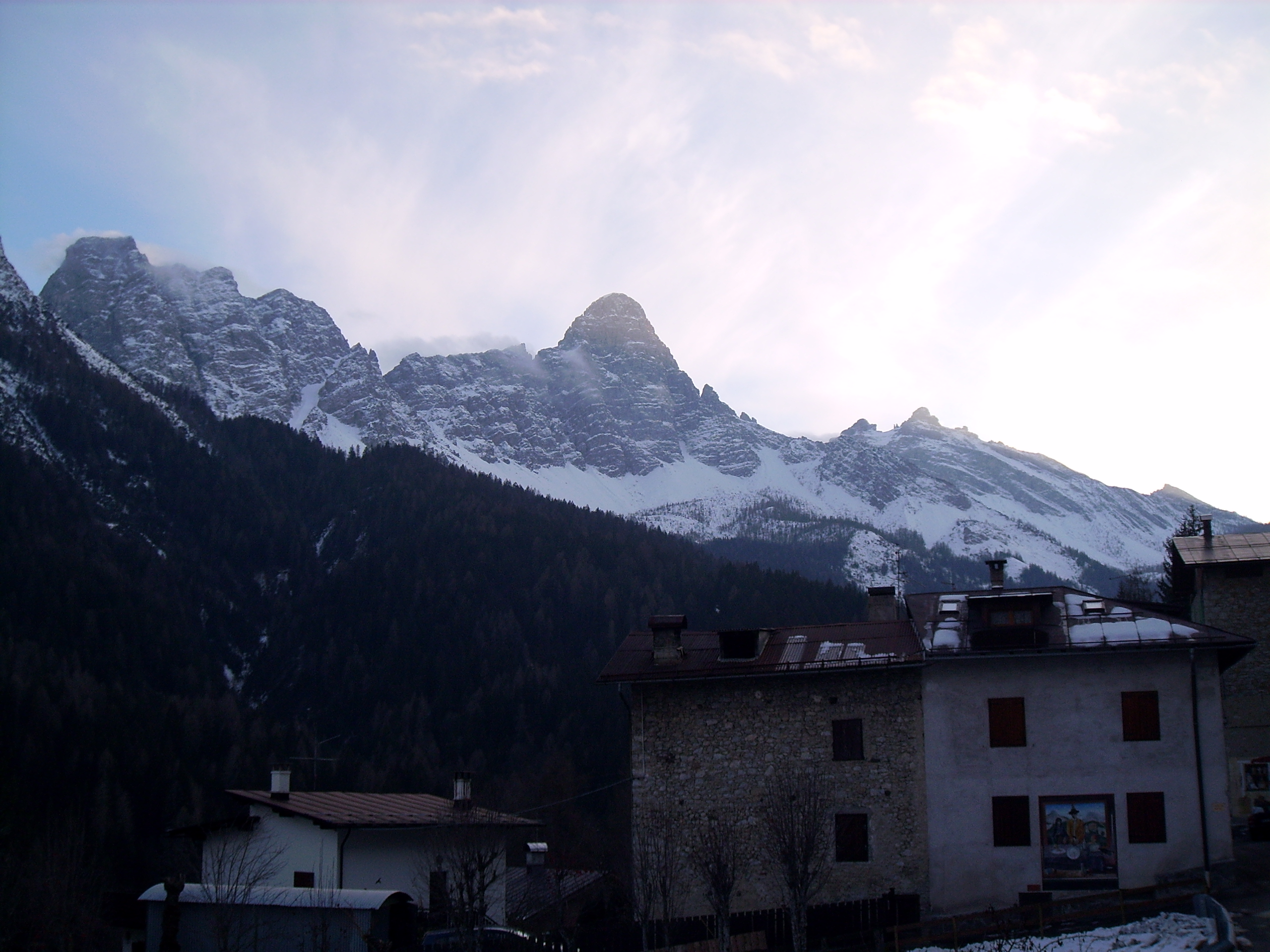
Panorama e Sassolungo di Cibiana
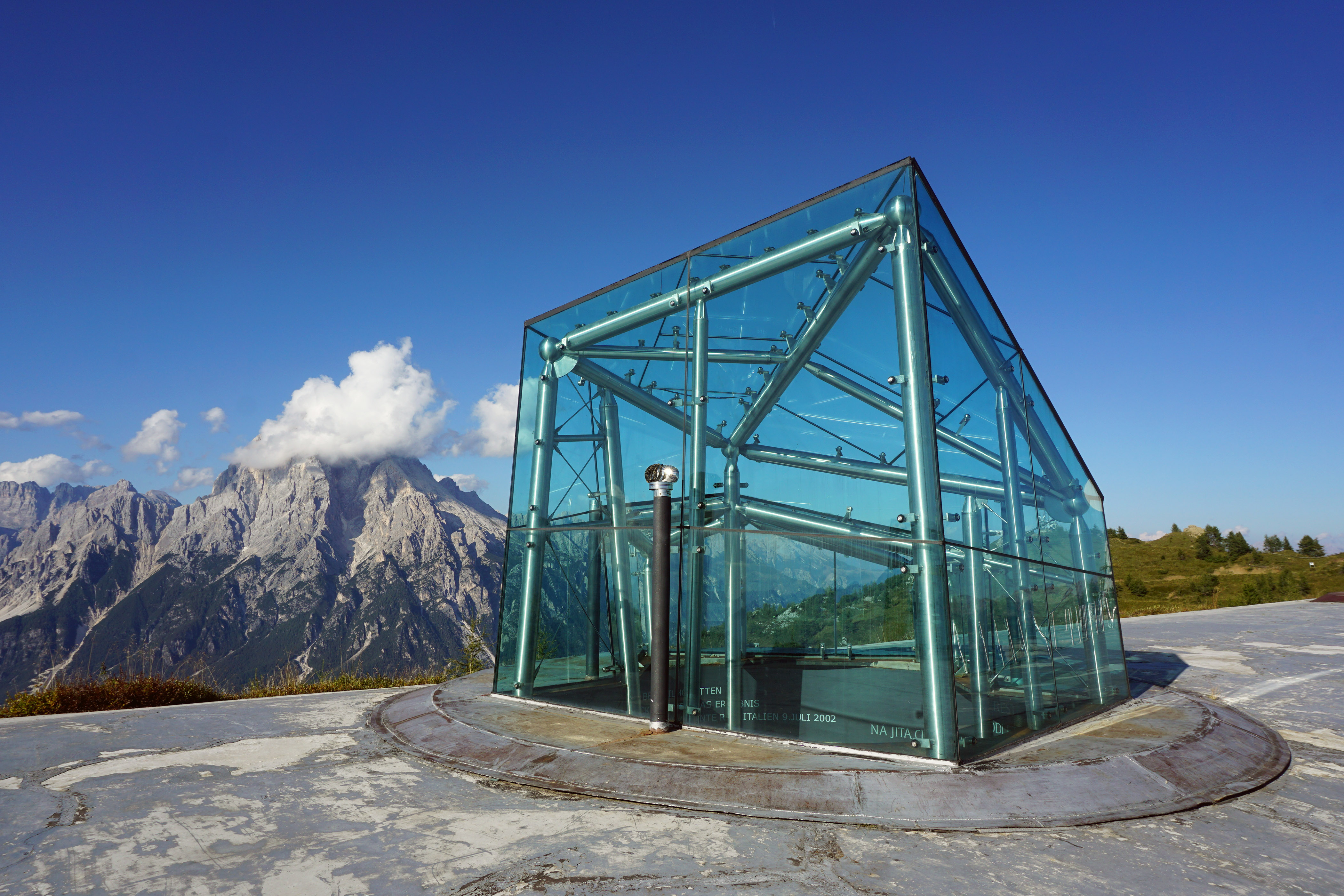
Messner Mountain Museum Dolomites sul Monte Rite